# 爆走クルマくん
『爆走クルマくん』（ばくそうクルマくん、原題：Wheelie and the Chopper Bunch）は、アメリカ合衆国で1974年から1976年までNBCで放送されたテレビアニメである。ハンナ・バーベラ・プロダクション製作。日本では1977年8月10日から8月24日まで東京12チャンネル（現：テレビ東京）の『マンガのくに』で放送された。1979年1月6日から3月31日までは土曜日版で再放送された。

## あらすじ
レーシングカーの少年 クルマくんは、オートバイの不良少年 チョッパー軍団と戦うために大レースで優勝を勝ち取る。

## キャラクター
クルマくん（Wheelie)　(日本語の名前は不明）
声：フランク・ウェルカー/吹き替え：不明
フォルクスワーゲン・ビートルのようなレーシング・カーで、スーパーヒーローのような能力を備えたクルマくんは、ライバルのチョッパー軍団と戦う羽目に合う。
ロータリー　(Rota Ree) (日本語の名前は不明）
声：ジュディ・ストランジス/吹き替え：不明
ホイリーのガールフレンド、
チョッパー
声：フランク・ウェルカー
チョッパー軍団のリーダー、クルマくんのライバル。
ハイライザー
声：レニー・ワインリブ
IQは低めだが、チョッパーより背が低い。
スクランブルズ
声：ドン・メシック
チョッパー軍団の中で一番遅いミニバイク。
- 詳細不明 - 関敬六（ギザッチョー）[2]